# Bishi Bashi Championship Mini Game Senshuken
Bishi Bashi Champ, conocido en Japón como Bishi Bashi Championship Mini Game Senshuken (ビシバシチャンプ?), es un videojuego de septiembre de 1996 para arcade lanzado por Konami. Es una colección de minijuegos.
- Datos: Q16537884